# Mezoregion Sul e Sudoeste de Minas

Mezoregion Sul e Sudoeste de Minas

Mezoregion Sul e Sudoeste de Minas – mezoregion w brazylijskim stanie Minas Gerais, skupia 146 gminy zgrupowanych w dziesięciu mikroregionach. 

## Mikroregiony
- Alfenas
- Andrelândia
- Itajubá
- Passos
- Poços de Caldas
- Pouso Alegre
- Santa Rita do Sapucaí
- São Lourenço
- São Sebastião do Paraíso
- Varginha